# Estado de Bhopal
Bhopal fue un antiguo estado de la India existente entre 1949 y 1956 con la ciudad de Bhopal como su capital. El estado se creó en 1949 con el territorio del antiguo estado principesco de Bhopal, y se fusionó en 1956 con sus vecinos para formar el estado de Madhya Pradesh. Shankar Dayal Sharma, del Congreso Nacional Indio, fue el primer ministro del estado de Bhopal desde 1952 hasta 1956.

## Historia
Antes de la independencia de la India el estado principesco de Bhopal estaba gobernado por los Nawabs hereditarios. Como resultado del Acta de Independencia de la India de 1947, los estados principescos fueron liberados de sus obligaciones convencionales con los británicos y se les dejó libres para decidir si unirse a uno de los nuevos dominios de la India y Pakistán. En marzo de 1948, el último Nawab expresó su deseo de gobernar Bhopal como un estado independiente. Sin embargo, las agitaciones contra su gobierno estallaron en diciembre de 1948, lo que lleva a la detención de líderes prominentes como Shankar Dayal Sharma. El 23 de enero de 1949, Sharma fue condenado a ocho meses de prisión por violar la restricción de reuniones públicas; algunos otros satyagrahis también fueron detenidos. Más tarde, los presos políticos fueron liberados y el 30 de abril de 1949, el Nawab firmó el Instrumento de Adhesión al Dominio de la India. El comando del estado de Bhopal fue asumido por el Gobierno de la Unión de la India el 1 de junio de 1949, y se declaró el estado "Tipo C", regido por un Comisionado en Jefe nombrado por el Presidente de la India.
De acuerdo con el Acta de Reorganización de los Estados Indios de 1956, el estado de Bhopal se integró en el estado de Madhya Pradesh, siendo declarada la ciudad Bhopal como la capital del estado recién formado.